# Giorgia Morera
Giorgia Morera (Ronciglione, 25 dicembre 1998) è una ginnasta italiana, membro della nazionale di ginnastica artistica.

## Carriera
Tesserata presso la Juppiter Sport di Capranica (uno dei centri giovanili ideati da don Antonio Mazzi), gareggia in Serie A1 con la Olos Gym 2000.
La sua specialità è la trave di equilibrio.